# Polystichum semifertile
Polystichum semifertile là một loài thực vật có mạch trong họ Dryopteridaceae. Loài này được (C.B. Clarke) Ching miêu tả khoa học đầu tiên năm 1936.